# Giải vô địch bóng đá Nam Mỹ 1963
Giải vô địch bóng đá Nam Mỹ 1963 là giải vô địch bóng đá Nam Mỹ lần thứ 28, diễn ra ở Bolivia từ 10 đến 31 tháng 3 năm 1963. Giải đấu có 7 đội tuyển tham gia, đấu vòng tròn tính điểm để chọn ra nhà vô địch. Chủ nhà Bolivia giành chức vô địch đầu tiên sau khi vượt qua Paraguay ở lượt trận đấu cuối.

## Địa điểm
| La Paz                      | Cochabamba                  |
| --------------------------- | --------------------------- |
| Sân vận động Hernando Siles | Sân vận động Félix Capriles |
| Sức chứa: 51.000            | Sức chứa: 36.000            |
|                             |                             |
| La PazCochabamba            |                             |

## Kết quả
| Đội       | Tr | T | H | B | BT | BB | HS | Đ  |
| --------- | -- | - | - | - | -- | -- | -- | -- |
| Bolivia   | 6  | 5 | 1 | 0 | 19 | 13 | +6 | 11 |
| Paraguay  | 6  | 4 | 1 | 1 | 13 | 7  | +6 | 9  |
| Argentina | 6  | 3 | 1 | 2 | 15 | 10 | +5 | 7  |
| Brasil    | 6  | 2 | 1 | 3 | 12 | 13 | −1 | 5  |
| Perú      | 6  | 2 | 1 | 3 | 8  | 11 | −3 | 5  |
| Ecuador   | 6  | 1 | 2 | 3 | 14 | 18 | −4 | 4  |
| Colombia  | 6  | 0 | 1 | 5 | 10 | 19 | −9 | 1  |

## Trận đấu
| Bolivia                                              | 4–4 | Ecuador                                     |
| ---------------------------------------------------- | --- | ------------------------------------------- |
| López 16' · Castillo 27' · Alcócer 55' · Camacho 80' |     | Raffo 30' · Raymondi 44', 50' · Bolaños 47' |

| Argentina                                      | 4–2 | Colombia                 |
| ---------------------------------------------- | --- | ------------------------ |
| Zárate 3', 90' · Fernández 11' · Rodríguez 87' |     | Campillo 4' · Aceros 37' |

| Brasil     | 1–0 | Perú |
| ---------- | --- | ---- |
| Flávio 16' |     |      |

| Perú                       | 2–1 | Argentina  |
| -------------------------- | --- | ---------- |
| Tenemás 62' · Gallardo 76' |     | Zárate 57' |

| Paraguay                                | 3–1 | Ecuador   |
| --------------------------------------- | --- | --------- |
| Zárate 11' · Cabrera 57' · Quiñónez 82' |     | Raffo 32' |

| Brasil                                                                  | 5–1 | Colombia   |
| ----------------------------------------------------------------------- | --- | ---------- |
| Flávio 7' · Marco Antônio 31' · Oswaldo 56' · Flávio 82' · Fernando 83' |     | Gamboa 85' |

| Bolivia          | 2–1 | Colombia  |
| ---------------- | --- | --------- |
| Alcócer 22', 40' |     | Botero 4' |

| Perú                    | 2–1 | Ecuador   |
| ----------------------- | --- | --------- |
| León 34' · Mosquera 43' |     | Raffo 20' |

| Paraguay               | 2–0 | Brasil |
| ---------------------- | --- | ------ |
| Zárate 17' · Ayala 83' |     |        |

| Paraguay                                        | 3–2 | Colombia                  |
| ----------------------------------------------- | --- | ------------------------- |
| Eladio Zárate 10' · Arambulo 50' · Martinez 89' |     | Campillo 27' · Gamboa 82' |

| Argentina                           | 4–2 | Ecuador                   |
| ----------------------------------- | --- | ------------------------- |
| Savoy 34', 53', 90' · Rodríguez 58' |     | Pineda 32' · Palacios 49' |

| Bolivia                                | 3–2 | Perú                    |
| -------------------------------------- | --- | ----------------------- |
| Camacho 14' · Alcócer 49' · García 57' |     | Gallardo 40' · León 80' |

| Perú         | 1–1 | Colombia     |
| ------------ | --- | ------------ |
| Gallardo 25' |     | González 33' |

| Argentina                             | 3–0 | Brasil |
| ------------------------------------- | --- | ------ |
| Rodríguez 3' · Savoy 33' · Juárez 86' |     |        |

| Bolivia                   | 2–0 | Paraguay |
| ------------------------- | --- | -------- |
| Castillo 17' · García 88' |     |          |

| Brasil          | 2–2 | Ecuador              |
| --------------- | --- | -------------------- |
| Oswaldo 5', 60' |     | Azón 84' · Raffo 90' |

| Paraguay                                    | 4–1 | Perú         |
| ------------------------------------------- | --- | ------------ |
| Martínez 5', 25' · Cabrera 45' · Zárate 77' |     | Gallardo 70' |

| Bolivia                                  | 3–2 | Argentina          |
| ---------------------------------------- | --- | ------------------ |
| Castillo 12' · Blacutt 32' · Camacho 88' |     | Rodríguez 27', 34' |

| Ecuador                                     | 4–3 | Colombia                               |
| ------------------------------------------- | --- | -------------------------------------- |
| Raymondi 30' · Raffo 37', 88' · Bolaños 53' |     | Aceros 46' · Botero 68' · González 75' |

| Argentina   | 1–1 | Paraguay    |
| ----------- | --- | ----------- |
| Lallana 58' |     | Cabrera 33' |

| Bolivia                                                  | 5–4 | Brasil                                          |
| -------------------------------------------------------- | --- | ----------------------------------------------- |
| Ugarte 15', 58' · Camacho 25' · García 62' · Alcócer 86' |     | Marco Antônio 26' · Almir 28' · Flávio 63', 66' |

### Vô địch
| Vô địch Cúp bóng đá Nam Mỹ 1963 Bolivia Lần thứ nhất |

## Danh sách cầu thủ ghi bàn
6 bàn
- Carlos Alberto Raffo

5 bàn
- Mario Rodríguez
- Máximo Alcócer
- Flávio Minuano

4 bàn
- Raúl Savoy
- Wilfredo Camacho
- Eladio Zárate
- Alberto Gallardo

3 bàn
| - Roberto Héctor Zárate - Ausberto García - Fortunato Castillo | - Oswaldo Taurisano - Enrique Raymondi | - Cecilio Martinez - César Cabrera |

2 bàn
| - Víctor Ugarte - Marco Antônio - Alonso Botero | - Carlos Campillo - Delio Gamboa - Herman Aceros | - Jorge Bolaños - Pedro Pablo León |

1 bàn
| - Ernesto Humberto Juárez - Jorge Hugo Fernández - Juan Carlos Lallana - Ramiro Blacutt - Renán López - Almir Da Silva | - Fernando Consul - Francisco González - Héctor González - Carlos Pineda - Leonardo Palacios - Néstor Azón | - Félix Arambulo - Oppe Quiñónez - Pelayo Ayala - Enrique Tenemás - Nemesio Mosquera |